# Фаддей Степанцминдский
Фаддей Степанцминдский (VI век) — каппадокийский монах VI века, преподобный, ученик Иоанна Зедазенского. В числе двенадцати учеников Иоанна, так называемых каппадокийских подвижников, пришёл с ним в Грузию и стал одним из основателей грузинского монашества. Сначала жил в Мцхета, основав там монастырь, после смерти Иоанна проповедовал в Картли. Основал церковь святого Стефана в Урбниси. Затем жил в пещере на горе Цлеви у города Каспи, там же и похоронен.
Память в Православной церкви отмечается 7 (20) мая.